# И. В. Громан
И. В. Громан био је фотограф активан током 19. века. По националности је највероватније био Рус.

## Биографија
Именик „Руски фотографи (1839–1930)” извештава да је фотограф Иван Васиљевич (Јохан Вилхелм) Громан био власник фото радионице у Нижњем Новгороду од 1870. до 1873. године.
И. В. Громан је недовољно позната личност, а идентификован је на основу штампаних података на опреми (картонима) фотографија на којима је поред текста „ВИДИ СЕРБИИ“ (призори из Србије) одштампано „И. В. Громанн“ и „рус. фот“. Претпоставља се да је као фотограф пратио Черњајева у Српско-турском рату 1876. године. На сачуваним фотографија углавном се виде војни биваци, утврђења, официри и војници удаљених од ратних попришта. Снимци су углавном статични, а највећа драма постигнута је на неколико слика са рањеницима, у превијалиштима и црквеној порти (препознаје се порта Вазнесенске цркве у Београду).
Громан је први на територији Србије систематски фотографисао Београд – тргове и улице, јавне зграде, болнице, затим околину Тимока и Мораве и друга места и пределе. Фотографије су изврсно кадриране, са осећајем за класичну композицију, технички су беспрекорне, урађене у смеђем тону, и врло добро су очуване с обзиром на време настанка. Поред несумњиве културно-историјске вредности, остају драгоцене за сам медиј фотографије као значајни примери екстеријерне фотографије – градских ведута или пејзажа – па би се у њима могли тражити и извори могућих утицаја на екстеријерна дела неких каснијих српских фотографа.

## Наслеђе
Заслуга за прво озбиљно вредновање опуса фотографа, или трговца, Громана, и истицање његовог значаја за српску друштвену историју, историју архитектуре и српску фотографију припада др. Дивни Ђурић-Замоло. Касније су се његовим делом бавили Бранибор Дебељковић, Миланка Тодић, Марина Зековић и Желимир Новаковић. Сачувано је 140 фотографија на албуминском папиру, величине 22 х 16 цм, а налазе се у збиркама Музеја града Београда и Војног музеја у Београду.